# Andrographis laxiflora
Andrographis laxiflora là một loài thực vật có hoa trong họ Ô rô. Loài này được (Blume) Lindau mô tả khoa học đầu tiên năm 1895.